# Milojko Spajić
Milojko Spajić (Pljevlja, 1987. szeptember 24. −) montenegrói politikus és pénzügyi mérnök, 2023 októbere óta Montenegró miniszterelnöke.
2020 és 2022 között a montenegrói kormány és Zdravko Krivokapić kabinetjének pénzügy- és szociális minisztere is volt.
Spajić az Európa Most nevű centrista párt elnöke.
2024-ben ő a negyedik legfiatalabb államfő a világon a francia Gabriel Attal, a burkina fasói Ibrahim Traoré és az ecuadori Daniel Noboa után.
Az Osaka Egyetemen, a Saitama Egyetemen és a HEC Paris-on szerzett diplomát.